# Удмуртські Ключі
Удму́ртські Ключі́ (рос. Удмуртские Ключи, удм. Кечпигурт) — присілок в Глазовському районі Удмуртії, Росія.

## Населення
Населення — 444 особи (2010; 408 в 2002).
Національний склад станом на 2002 рік:
- удмурти — 75 %

## Урбаноніми[3]
- вулиці — Берегова, Нова, Південна, Північна, Польова, Радянська, Соснова, Центральна, Шкільна